# Vampiro Americano
Vampiro Americano (no original, American Vampire) é uma série de revistas de histórias em quadrinhos criada pelo escritor norte-americano Scott Snyder e publicada pela DC Comics através de seu selo editorial Vertigo. As primeiras cinco edições apresentam duas histórias - uma escrita pelo próprio Snyder e a outra pelo romancista Stephen King, e ambas desenhadas pelo brasileiro Rafael Albuquerque. A partir da sexta edição, Scott Snyder permaneceu como o único escritor. Albuquerque passou a ser creditado como "co-criador" da série a partir da décima-terceira edição.
O título da série refere-se ao seu tema: explorar a ideia de uma "evolução dos vampiros", traçando a origem de um novo tipo de vampiro, uma espécie americana, com novos poderes e características, através de várias décadas da história do país. Desde o início de sua publicação, a série tem se mostrado não apenas um sucesso comercial - com a tiragem de várias de suas edições esgotando pouco após serem lançadas - como também de critíca. Quando teve início a publicação do segundo arco de história de Vampiro Americano, em setembro de 2010, o blog Techland, parte integrante do site da revista TIME, chegou a declarar que a série era "uma das melhores histórias de vampiros nas prateleiras, ou em qualquer outro lugar, atualmente" e, ao final de seu primeiro ano de publicação, foi vencedora do Eisner Awards de 2011 na categoria "Melhor Nova Série".

## Premissa
| “ | Eu não sou o que você pode chamar de "fã" da série Crepúsculo, mas eu dou meus parabéns para Stephenie Meyer por fazer algo novo com vampiros - vampiros como galãs teen é novidade. Eu senti que, enquanto não tiver nada conceitualmente similar, estamos bem. | ” |

Inicialmente, a proposta da série era colocar-se em oposição à mitologia presente em Crepúsculo e na série de televisão True Blood - obras que, na visão de Snyder, retratavam os vampiros como "seres exóticos" ao invés de "monstros assustadores". O desenhista Rafael Albuquerque chegou a desenhar dois anúncios que "atacavam" ambas as produções: em um, Skinner Sweet (o cowboy fora-da-lei que se tornara vampiro) era retratado à frente de uma pilha de corpos, com os dizeres "Este não é o vampiro da sua irmãzinha". No outro, Pearl Jones (uma atriz dos anos 20 também vampira) era retratada à frente de uma outra pilha de corpos, com os dizeres "Eu não solto faíscas quando transo". Entretanto o departamento de marketing da editora Vertigo vetou os anúncios, pois acreditava que tal provocação afastaria o público admirador de tais séries.

### Sangue Ruim
No universo ficcional de Vampiro Americano, Sangue ruim é um romance escrito por Will Bunting, um escritor norte-americano. A história da série tem início em 1925, quando, durante uma conferência literária reunida para promover a reedição do livro, o renomado autor afirma que seu trabalho - há décadas considerado uma história ficcional de terror com elementos de faroeste - é, na verdade, baseada em eventos reais que ele ou teria presenciado ou reunido informações confiavéis sobre.
Bunting começa a narrar como Skinner Sweet, um dos mais perigosos ladrões do Velho Oeste, foi capturado no ano de 1880 pelo agente federal James Book e, enquanto era transportado para ser julgado, uma frustrada tentativa de libertá-lo terminou num tiroteio que vitimou tanto os aliados de Sweet quando os policias responsavéis por transportá-lo. Durante o conflito, Sweet é atacado pelo milionário Percy, que acompanhava a comitiva e naquele instante se revelava um vampiro. Presumido morto, Sweet é enterrado - e o terreno que serviu de sua sepultura é posteriormente inundado por uma represa. Somente em 1909 ele conseguiria se libertar e passaria a perseguir todos os responsavéis pela sua captura que haviam sobrevivido.

### A evolução dos vampiros
Além de uma retorno à abordagem dos vampiros como "monstros" em sobreposição a de "interesse romântico", Vampiro Americano caracteriza-se pela ideia de mostrar que, nos Estados Unidos, teria surgido uma linhagem diferente de vampiros da encontrada na Europa. Snyder declarou, em entrevista, que o conceito inicial da série surgiu quando ele visitava uma loja de brinquedos. Ao se deparar com a estatueta de um "soldado confederado morto-vivo", ele começou a refletir sobre o quanto que era fã de histórias de vampiros, e viu que nestas mesmas histórias era mais comum uma abordagem que retratasse os vampiros como seres aristocráticos e sofisticados. Partindo deste ponto ele buscou elaborar algo que tivesse uma estética "mais suja, mais americana" - ao que surgiu a ideia de retratar vampiros pertencentes a diferentes linhagens:
| “ | Tive a ideia de criar uma árvore genealógica de vampiros, em diferentes períodos e cenários ao redor do mundo. Eu queria contar a história secreta de uma linhagem que, de vez em quando, se torna algo novo. Não apenas uma nova população num novo país, mas algo mutante, que cria uma nova espécie. | ” |

Como reflexo dessa ideia de um vampiro "mutante", surgiu o personagem Skinner. Definido pelo autor como "um vampiro que permaneceu jovem conforme o Oeste envelhecia", Skinner representaria essa nova espécie - e o uso do Velho Oeste como cenário seria um reflexo disso, pois Snyder concebia a época como o período em que os Estados Unidos começou a "se definir", em oposição ao Eurocentrismo. A proposta inicial seria retratar a história do personagem a partir daquela época, mas a presença de outros títulos situados no mesmo período deixou a DC Comics desconfortável em começar a série desta forma. Assim, Snyder criou um novo primeiro arco de história, focado na personagem Pearl, uma mulher que se tornaria a segunda vampira a pertencer à linhagem inaugurada por Skinner.

## Personagens
- Skinner Sweet, um bandido que viveu no Velho Oeste. Sweet foi transformado em vampiro por Percy, um banqueiro europeu, durante um ataque à comitiva que transportava Sweet para ser enforcado.[10][11]

- Pearl Jones, uma aspirante a atriz na década de 1920, que foi emboscada por um grupo de vampiros liderado por um diretor vampiro chamado BD Bloch, durante uma de suas festas. Ela foi deixada para morrer em um poço no deserto, mas foi salva por Sweet.[15] Pearl se torna a segunda "vampira americana".[16]

- Henry Preston, namorado e, posteriormente, marido de Pearl.

- James Book, o policial responsável pela prisão de Sweet em 1880. Sweet, como vingança, o transformou em vampiro ao propositalmente deixar cair um gota de sangue em seu olho durante uma briga. Incapaz de aceitar se ver transformado em vampiro, Book pede à sua afilhada, Abilena que o mate. Ela lhe pede, em troca, que a engravide.[13][17]

- Abilena Camillo, a afilhada de James Book e filho de Felix Camillo, um dos homens envolvidos na captura e posterior transformação de Sweet.[13][17]

- Cashell "Cash" McCogan, um xerife da cidade de Las Vegas na década de 1930.[6]

## Histórias publicadas
21 edições - 18 de American Vampire e 3 de American Vampire: Survival of the Fittest - foram publicadas até agosto de 2011. Destas, apenas as 11 primeiras da série principal já foram reunidas em um volume encadernado, seguindo a ordem de publicação dos primeiros arcos de história. O primeiro arco, em cinco partes, ocorre no ano de 1925 e narra os eventos que levaram Pearl Jones ao encontro dos vampiros europeus que a transformam numa vampira e as circunstâncias que fazem com que ela conheça e se alie com Skinner Sweet. Publicado simultaneamente, o segundo arco revelava a origem de Sweet, cobrindo um período de 1880 a 1925.
A sexta edição representa o começo de um novo arco de história, em quatro partes, situado na década de 1930. Tendo Las Vegas como cenário, a nova trama, intitulada "Demônio na Areia", introduziria o personagem Cash McCogan, um xerife que passa a investigar uma série de assassinatos em que as vítimas são encontradas com seu sangue completamente drenado. Ao mesmo tempo, Snyder passa a detalhar as diferenças entre as diferentes espécies de vampiros - "Mostraremos a genealogia dos vampiros americanos, dos europeus, e dos ancestrais dos europeus", disse. O arco se estenderia até a nona edição da série. Pelos três meses seguintes, Albuquerque entraria em um "período de férias", sendo substituído na décima e décima-primeira edições pelo também brasileiro Mateus Santolouco - um terço do trio colaborativo Mondo Urbano, completado pelo próprio Albuquerque e por Eduardo Medeiros - e na décima-segunda edição pelo desenhista croata Danijel Zezelj.

## Publicação

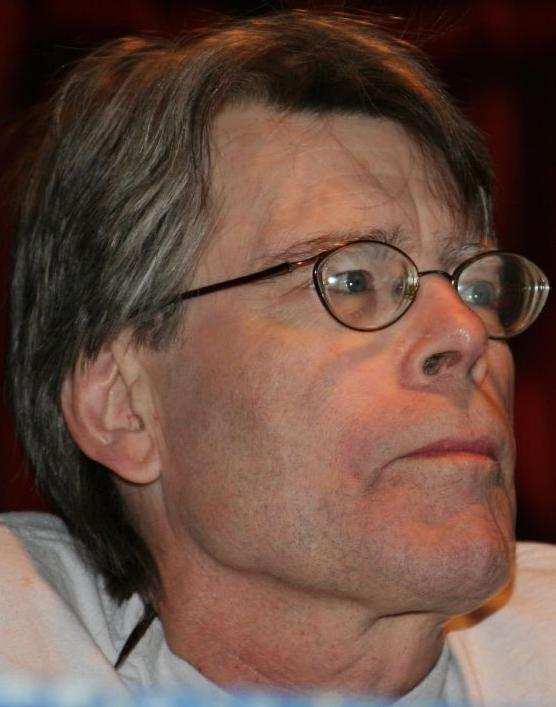
Stephen King foi o roteirista das histórias secundárias publicadas nas cinco primeiras edições.

Vampiro Americano começou a ser publicado em 17 de março de 2010, com o lançamento da primeira edição. Contendo duas histórias, American Vampire #1 foi promovida como a primeira história em quadrinhos a ser escrita por Stephen King e não apenas inspirada em sua obra - entretanto King havia, em 1985, sido o responsável pelo roteiro de uma história de três páginas publicada na edição promocional X-Men - Heroes for Hope.

### American Vampire: Survival of the Fittest
Em janeiro de 2011, a DC Comics anunciaria, em seu blog dedicado à Vertigo, que Snyder escreveria uma minissérie derivada, situada no universo de Vampiro Americano, abordando a participação dos vampiros na Segunda Guerra Mundial, e que Sean Murphy será o responsável pela arte de tal obra. Murphy foi ainda anunciado como o responsável pela capa da décima-terceira edição da série, que contará uma história paralela à que será contada na minissérie. O arco está previsto para durar, pelo menos, até a décima-sexta edição da série
A minissérie derivada recebeu o título de American Vampire: Survival of the Fittest e tem seu lançamento previsto para junho de 2011. Enquanto o arco de histórias publicado na série mensal abordará a participação de Henry Preston, marido de Pearl, no Teatro de Operações do Pacífico, enfrentando uma linhagem de vampiros japoneses, a minissérie continuará a história de Cash McCogan e Felicia Book, após o arco de história terminado na nona edição, mostrando-os no front europeu, enfrentando os vampiros daquele continente.

### Coletâneas
Os dois primeiros volumes encadernados da série, lançados em outubro de 2010 e maio de 2011, respectivamente, foram incluídos na lista de bestsellers do The New York Times.
| # | Título                  | ISBN                   | Conteúdo                             | Lançamento           |
| - | ----------------------- | ---------------------- | ------------------------------------ | -------------------- |
| 1 | American Vampire Vol. 1 | ISBN 978-1-4012-2830-9 | American Vampire #1-5 (200 páginas)  | 5 de outubro de 2010 |
| 2 | American Vampire Vol. 2 | ISBN 978-1-4012-3069-2 | American Vampire #6-11 (160 páginas) | 25 de maio de 2011   |

No Brasil já foram publicados 8 coletâneas, conforme apresentado a seguir:
| # | Título                   | ISBN                   | Conteúdo                                                               | Nº de Páginas | Lançamento       |
| - | ------------------------ | ---------------------- | ---------------------------------------------------------------------- | ------------- | ---------------- |
| 1 | Vampiro Americano Vol. 1 | ISBN 978-857-351-846-7 | American Vampire #1-5                                                  | 200 páginas   | maio de 2012     |
| 2 | Vampiro Americano Vol. 2 | ISBN 978-856-548-465-7 | American Vampire #6-11                                                 | 160 páginas   | outubro de 2013  |
| 3 | Vampiro Americano Vol. 3 | ISBN 978-858-368-081-9 | American Vampire #12-18 American Vampire: Survival of the Fittest #1-5 | 288 páginas   | outubro de 2014  |
| 4 | Vampiro Americano Vol. 4 | ISBN 978-858-368-055-0 | American Vampire #19-27                                                | 208 páginas   | junho de 2015    |
| 5 | Vampiro Americano Vol. 5 | ISBN 978-858-368-141-0 | American Vampire #28-34 American Vampire – Lord of Nightmares #1-5     | 280 páginas   | dezembro de 2015 |
| 6 | Vampiro Americano Vol. 6 | ISBN 978-858-368-179-3 | American Vampire: Anthology 1 American Vampire: The Long Road to Hell  | 144 páginas   | abril de 2017    |
| 7 | Vampiro Americano Vol. 7 | ISBN 978-858-368-223-3 | American Vampire: Second Cycle 1—5                                     | 144 páginas   | outubro de 2017  |
| 8 | Vampiro Americano Vol. 8 | ISBN 978-858-368-301-8 | American Vampire: Second Cycle 6—11                                    | 144 páginas   | maio de 2018     |

### Publicação fora dos Estados Unidos
No Brasil, Vampiro americano começou a ser publicado na décima edição da revista Vertigo, publicada pela sucursal brasileira da Panini Group, a Panini Comics, ocupando um espaço maior que as outras historias, em razão do maior número de páginas das cinco primeiras edições.

## Repercussão
A série foi alvo de críticas majoritariamente positivas após sua publicação. Dan Phillips, do site IGN, explicitou em sua resenha que via a série com certa receio, por desconhecer o trabalho de Scott Snyder e enxergar o mercado de "histórias de vampiro", mas que a primeira edição era incrivelmente satisfatória, com o formato de publicação sendo visto inclusive como superior às próprias histórias contadas, por proporcionar duas tramas relacionadas igualmente bem produzidas. Embora o roteiro tenha sido visto de forma positiva, para Phillips seria a arte de Rafael Albuquerque o grande destaque da edição: "Eu venho acompanhando e gostando do trabalho dele em séries como Besouro Azul, mas aqui ele leva sua arte para o próximo nível, afastando-se um pouco da influência de Jack Kirby e mostrando um lado mais solto e atmosférico de sua arte. Na seção de Stephen King em particular, Alburquerque se reúne com o colorista Dave McCaig para entregar uma linda arte". As edições seguintes seriam avaliadas de forma igualmente positiva: nenhuma receberia nota inferior à 8.0.
Quando a série começou a ser publicada no Brasil, sua primeira edição foi avaliada pelo site Universo HQ, que comentou, quanto à proposta: "O projeto da revista é de terror. Mesclado com western por um lado e misturado com drama vintage por outro. Tudo isso na arte competente do brasileiro Rafael Albuquerque. Apesar de estarmos vivendo um daqueles ciclos da indústria cultural, no qual vampiros estampam até lancheiras infantis, Vampiro americano funciona. E faz bom uso da onda impulsionada pelo sucesso dos sugadores de sangue adolescentes temperados à ideologia mórmon de Stephenie Meyer - autora da série de livros Crepúsculo. Mas a proposta da série da Vertigo é de terror e suspense, sem romances juvenis. Ela é anunciada como um título sobre vampiros do jeito que você nunca viu, o que é um exagero. Na verdade, a HQ só os mostra de um jeito que se está desacostumando a ver, graças à banalização do uso dos monstros dentuços". As histórias subsequentes também foram avaliadas positivamente, em especial quanto a arte de Rafael Albuquerque, visto, no texto sobre a segunda edição da série como um artista que "consegue ser sombrio, impactante e dar movimento às ações sem cair nos clichês visuais tão típicos da indústria norte-americana de quadrinhos".
Em duas oportunidades Michael Lorah avaliaria a série para o site Newsrama. Na primeira, revelaria que a leitura das cinco primeiras edições se mostraria apenas razoável, com a série ainda não cumprindo com o que prometia - com exceção da arte de Rafael Albuquerque, que se mostrava excepcional: "Da deformada e distoante anatomia dos vampiros americanos aos memoravéis desenhos dos personagens, todo nessa série faz parecer que Albuquerque trabalhou arduamente em quem são esses personagenns e como eles deveriam parecer". Posteriormente, entretanto, Lorah voltaria a publicar uma resenha da série, após um leitor lhe encaminhar as edições 6,7 e 8 para uma "segunda tentativa". Comentando que a série finalmente começava a atender ao potencial que demonstrou nas primeiras edições, fazendo com que começasse a valer a pena, disse: "A fé do fã foi aparentemente recompensada, porque a série de Scott Snyder encontrou suas bases durante essa história. Snyder ainda está trabalhando efetivamente os temas de 'vampiro' e 'horror' da série, mas encontrou um núcleo que dá à série mais recheio além das imagens assustadoras. Ele também está desenvolvendo uma mitologia mais complexa, mas aqui a série retrata o desenvolvimento do lado mais sombrio da América".

### Após a saída de Stephen King
| “ | "Vampiro Americano" pode ter recebido atenção inicialmente por ter tido Stephen King escrevendo histórias secundárias em suas primeiras cinco edições, mas assim que chegou às prateleiras, todos percebemos que seriam Scott Snyder e Rafael Albuquerque que iriam prender os leitores. | ” |

Após a publicação da décima-segunda edição, em texto ao site "Comic Book Resources", comentaria Doug Zawisza: "Eu compro várias revistas em quadrinhos, e leio mais ainda, mas nenhuma dessas séries tem me entretetido e surpreendido de forma tão consistentemente no último ano como 'American Vampire'. Snyder oferece uma mitologia sombio que continua a revelar mais e mais a cada mês. Essa série verdadeiramente se tornou um conto sobre vampiros americanos, e é um conto que precisa ser compartilhado por celebrar a história da América, do Velho Oeste aos Anos Vinte e além".

### Prêmios e indicações
| Ano  | Prêmio       | Categoria                     | Resultado |
| ---- | ------------ | ----------------------------- | --------- |
| 2011 | Spike Awards | Melhor história em quadrinhos | Pendente  |
| 2011 | Harvey Award | Melhor série nova             | Venceu    |
| 2011 | Eisner Award | Melhor Série Nova             | Venceu    |